# Llavaners
Llavaners era un poble, ara abandonat, del terme municipal de Soriguera, de la comarca del Pallars Sobirà, dins del territori de l'antic municipi de Soriguera.
Estava situat en un coster a ponent de Vilamur, al nord-est de Malmercat i al nord de Tornafort.
Llavaners tenia la capella de Sant Serni de Llavaners, que ja consta en ruïnes des de, almenys, el 1962.

## Etimologia
Segons Joan Coromines, Llavaners prové del llatí lavandarium (safareig, rentador). És un topònim ja romànic, probablement medieval.

## Història

### Edat mitjana
Llavaners té els seus orígens en una antiga quadra medieval.

### Edat contemporània
Pascual Madoz dedica un article breu del seu Diccionario geográfico... a Llavaners (Llabanes, Casa de). S'hi pot llegir que és una masia o casa de camp del districte municipal de Puiforniu i de la parròquia de Malmercat. Es troba al peu d'una muntanya, i constava ja en aquell moment d'una sola casa. Les terres són fluixes, muntanyoses i pedregoses. S'hi produïa sègol, patates, mongetes, nous, peres, cireres i prunes. S'hi caçaven de perdius, conills i llebres, i s'hi pescaven truites. Els seus habitants es comptabilitzaven amb els de Puiforniu.